# Cytheropteron microlatum
Cytheropteron microlatum is een mosselkreeftjessoort uit de familie van de Cytheruridae. De wetenschappelijke naam van de soort is voor het eerst geldig gepubliceerd in 1983 door Hu.